# موزه هنری خاور نزدیک
موزه هنری خاور نزدیک (ارمنی: Միջին Արևելքի արվեստի թանգարան; انگلیسی: Near East Art Museum) موزه‌ای هنری در شهر ایروان، پایتخت جمهوری ارمنستان است که در سال ۱۹۹۳ گشایش یافت. این موزه حاوی مجموعه‌های مارکو گریگوریان نقاش، مجموعه دار و شهروند افتخاری ایروان که به یاد دخترش سابرینا گریگوریان به موزه اهدا نموده است.
کلکسیون این موزه مجموعه ارزشمندی بالغ بر ۵۰۰۰ قطعه اشیا و تابلوهای نقاشی که طی سالیان طولانی توسط مارکو گریگوریام گردآوری کرده بود را در خود جای داده است. این مورزه در سال‌های ۱۹۹۲–۱۹۹۱ تأسیس شد.